# Лімерик (футбольний клуб)
ФК «Лімерик» (ірл. Cumann Peile Luimnigh) — ірландський футбольний клуб з однойменного міста. Виступає у Прем'єр-лізі. Домашні матчі приймає на стадіоні «Маркетс Філд», потужністю 5 000 глядачів.
Перший футбольний клуб «Лімерик» заснований 1937 року та має багату історію, відомий у різні часи під назвою «Лімерик», «Лімерик Юнайтед», «Лімерик Сіті» та «Лімерик 37». Кожна з вище вказаних команд була єдиним представником міста у дорослих футбольних змаганнях з 1937 року.
«Лімерик» двічі вигравав титул чемпіона Ірландії, в сезонах 1959/60 та 1979/80 років, та двічі Кубок Ірландії, у 1971 та 1982 роках. Також вони тричі вигравали Кубок Ліги Ірландії, у сезоонах 1975/76, 1992/93 та 2001/02 років. «Лімерик» 6 разів брав участь у єврокубках.

## Історія

### Заснування та ранні роки
Перший досвід дорослого футболу «Лімерик» отримав на початку 1930-их років, коли Лімерикський окружний комітет управління (LDMC) влаштував низку товариських матчів між дорослими клубами, такими як «Вотерфорд Юнайтед» та «Брей», а також місцевою молодіжною командою. Успіх у вище вказаних поєдинках спонукав LDMC сформувати дорослу команду й спробувати виьороти путівку до Ліги вільної держави. Їх заявку прийняли в червні 1937 року, і старша команда «Лімерика» замінила «Дольфіна», який залишив лігу. 19 липня 1937 року зареєстрували нову приватну компанію англ. Limerick Association Football and Sports Co. Ltd.
22 серпня 1937 року «Лімерик» провів свій перший офіційний матч, проти «Шемрок Роверс» у Кубку міста Дубліна (один з провідних турнірів в Ірландії, який проводився з 1930-их до 1970-их років) й виграв його з рахунком 1:0. Вони завершили сезон 1937/38 років на 10-му місці з 12-ти команд-учасниць, але «Лімерику» вдалося здобути свій перший трофей, коли вони обіграли Корк Юнайтед (1:0) у фіналі Мюнстера Сеньйор Кап на Маркетс Філд. У перші сезони свого існування клуб виступав у смугастій червоно-білій майці та в білих шортах. Коли «Вотерфорд» знявся з чемпіонату в 1941 році, клуб придбав їх синю форму й виступав у синьо-білій формі протягом наступних 40 років.
У 1940-их роках «Лімерик» почав демонструвати кращі результати, команда двічі ставала віце-чемпіонами Ліги Ірландії (1943/44, 1944/45), поступалися двічі у півфіналах Кубку Ірландії (1942/43, 1946/47), а також ставали срібними призерами у Лізі Ірландського щита 1945/46. Останній з вище вказаних турнірів був попередником Кубку Ліги, третього за значущістю змагання після Ліги та Кубку. У сезоні 1948/49 років команда знову виграла Мбнстер Сеньйор Кап. Лише в 1950-их «Лімерик» здобув свій перший національний титул, коли виграв Щит у 1953 році. До цього трофею в сезоні 1958/59 роках вони додала Кубок міста Дубліна, обігравши у фіналі «Драмкондру».

### Чемпіони Ліги Ірландії та володарі Кубку Ірландії
«Лімерик» захопив свій перший чемпіонат Ірландії в сезоні 1959/60 років під керівництвом Сонні Прайса, який грав за «Лімерік», «Вотерфорд» та «Гленторан». Попри те, що 17 квітня 1960 року команда програла свій останній матч з рахунком 2:3 «Сент-Патрікс Атлетік», їм все ж вдалося виграти чемпіонат та випередити на два очки «Корк Селтік». На відміну від інших років, коли більшість гравців були місцевими, у цій команді було ядро дублінських гравців, які постачали шість гравців на вітрину, причому п'ять — від «Лімерика», два — від «Корка», а решта — від молодших кіл.
Керівництво «Лімерика» вирішило, що вони хочуть створити місцеву команду, і тому запросили з «Рексама» Евана Фентона, якому тоді було 29 років, щоб здійснити свій план, починаючи з сезону 1960/61 років. Він був одразу ж вражений персоналом, гравцями та вболівальниками, а його тиха та невимовна особистість забезпечила йому популярність. Також допоміг розвинути успіх, який Сонні Прайс досяг із командою, й залучив велику кількість талановитих місцевих гравців у Лізі Ірландії.
Лімерик програв фінали Кубку Ірландії в 1965 році та в 1966 році «Шемрок Роверс», перш ніж вони завоювали титул у 1971 році, обігравши «Дрогеду Юнайтед» з рахунком 3:0 у матчі-відповіді. До цієї команди входили Енді Маківой, Річі Голл, Кевін Фіцпатрік, Ел Фінукейн, Дейв Барретт, Шон Бернс, Тоні Міні, Джо О’Магоні, Г'юї Гамільтон і Педді Шорт. Фентон також допоміг розпочати кар'єру іншим відомим гравцям «Лімеріка», таких як Дессі Макнамара, Джері Маккарті, Мік Дойл, Дік О'Коннор, Джонні Волш, Пет Нолан та Гер Дагган. «Лімерик» захопив ще два Кубки міста Дубліна під керівництвом Фентона в 1967 і 1970 роках.
Еван Фентон залишив «Лімерик» у 1967 році, щоб переговорити про керівну посаду з «Лінфілдом» та досягнув значного успіху в цьому клубі, виграв сім титулів за три роки. На початку 1970-их років для «Лімерика» спостерігалися нестабільні фінансові часи, поєднані з невезінням на футбольному полі. Фентон повернувся менеджером сезону 1975/76 років і представив низку молодих футболістів, але без особливого успіху в чемпіонаті, тим не менше виграв Кубок Ліги у вище вказаному сезоні, обігравши у фіналі «Слайго Роверз» з рахунком 4:0. Френкі Джонсон обійняв посаду головного тренера на сезон 1976/77 років, а «Лімерик» у фіналі Кубку Ірландії з рахунком 0:2 «Дандолка», але це знову ж таки це поєднувалося з поганим результатом у чемпіонатом.
Еойн Генд прибув як граючий головний тренер з «Портсмута» на сезон 1979/80 років й вивів клуб до другої ліги чемпіонату Ірландії. Тоні Міні реалізував пенальті наприкінці матчу, принісши нічию (1:1) проти «Атлон Таун», випередивши на одне очко «Дандолк». Генд все ще керував, коли «Лімерик» знову виграв Кубок Ірландії 1982 року, перемігши «Богеміанс» у фіналі в Далімаунт Парк. Цей поєдинок став останнім у кар'єрі Кевіна Фіцпатріка після 22-ох сезонів спортивної кар'єри.

### «Лімерик Сіті»
Клуб змінив свою назву на «Лімерик Юнайтед» у 1977 році й під вище вказаною назвою виграв чемпіонат Ліги Ірландії та національний кубок. Ситуація в клубі почала гіршати після перемоги у Кубку Ірландії 1982 року та на початку сезону 1983/84 років, коли Верховний суд виступив із претензією за право власності на футбольний клуб «Лімерик». Футбол у місті призупинився на вісім тижнів до очікування рішення, яке прийняли на користь Пата Грейса, який володів ірландською франшизою Kentucky Fried Chicken (KFC). Грейс змінила назву клубу на «Лімерик Сіті», а також кольори — з блакитного та білого на жовто-зелений. «Лімерік Сіті» у своєму першому сезоні виграв відроджену Лігу Ірландського Щита та Кубок Манстера. Щит виграли в останній грі, проведеній на «Маркетс Філд» 22 квітня 1984 року. На початку сезону 1984/85 років клуб переїхав з «Маркетс Філд» на новий стадіон у Ратбене. Цей крок, зрештою, виявився непопулярним серед вболівальників й ознаменував зниження статків клубу. У сезоні 1985/86 років Лігу Ірландії вперше розділили на два дивізіони — Прем’єр-дивізіон та Перший дивізіон, «Лімерик» потрапив у Прем’єр-дивізіон.
У 1876 році граючим головним тренером став Біллі Гемільтон. Як гравець мав успішну кар'єру в англійських клубах «Бернлі» та «Оксфорд Юнайтед», у складі Північної Ірландії двічі брав участь у фінальній частині чемпіонату світу з футболу. Пробув у «Лімеріку» два сезони, привів клуб до фінішу на третьому місці в Лізі Ірландії у своєму другому відповідальному сезоні. Однак єдиним трофеєм, виграним у вище вказаний період, став Мюнстер Сеньйор Кап 1988 року. Подав у відставку у вересні 1989 року, а незабаром після цього клуб залишив і Пет Грейс. Команда змінила свою назву на ФК «Лімерик», повернула собі синьо-білі кольори, а Джо Янг став новим президентом клубу.

### 1990—2005
За підсумками сезону 1990/91 років «Лімерик» вперше у власній історії понизився в класі, але у вище вказаному сезоні дійшов до фіналу кубку Ліги, де поступився «Деррі Сіті». Сема Еллердайса призначили граючим головним тренером на сезон 1991/92 років і відразу ж клуб повернувся до вищого дивізіону. Еллердайс залишився в клубі протягом сезону, забив тричі в 23 матчах, перед тим, як вирушити на посаду тренера в «Престон Норт-Енд». Наступного сезону «Лімерик» закінчив сезон у Прем'єр-дивізіоні на почесному шостому місці, а також виграв Кубок Ліги, перемігши у фіналі «Сент-Патрікс Атлетік». Проте вже наступного сезону команда понизилася в класі, після чого наступив затяжний період посередніх результатів та розчарувань.
Фінансові проблеми турбували клуб, і їм довелося розраховувати на добру волю місцевого юнацького клубу, «Пайк Роверз», на домашньому стадіоні якого у сезоні 2000/01 років клуб проводив свої матчі. Отець Джо Янг пішов з посади президента клубу, а його ннаступник Денні Дрю повернув «Лімерик» на  Ретбейн, намагаючись оживити його стан. У сезоні 2001/02 років «Лімерик» знову тріумфував у кубку Ліги, цього разу у фіналі над «Деррі Сіті», але покращення результатів у чемпіонаті не відбувалося протягом наступних сезонів.

### «Лімерик 37»
Необхідність нової франшизи для виступів «Лімерика» в Лізі Ірландії вперше стала очевидною в грудні 2006 року, коли апеляційна комісія з питань ліцензування клубів ФАІ відхилила апеляцію ФК «Лімерика» щодо попередньої неможливості отримати ліцензію УЄФА, необхідну для вступу до Першого дивізіону Ліги Ірландії на сезон 2007 року.
Рішення ФАІ фактично позбавило прав президента діючого ФК «Лімерик» та його головного тренера Денні Дрю, хоча організація залишалася лояльною й надалі до подальшої участі «Лімерика» у дорослих футбольних змаганнях. З цією метою виконавчий директор ФАІ Джон Делані відверто вимагав підходів від інших зацікавлених сторін у місті Лімерик, навіть коли оголосив про відхилення апеляції ФК «Лімерик»: «Ми хочемо здорового клубу, який базується в Лімерику, в новій Лізі Ірландії Eircom і, якщо є зацікавлені юридичні особи, які вимагають ліцензії, ми ретельно оцінимо їх на предмет відповідності критеріям, необхідним для гри в лізі». 3 січня 2007 року ФАІ підтвердила, що його апеляція до заявників, які базуються в Лімерику, викликала інтерес з боку багатьох партій, одна з яких назвала себе як «Соккер Лімерик», консорціум, який мав на меті представляти весь футбольний спектр Лімерика, від школярів до молодшого (аматорського) рівня й працює під егідою Лімерикського спортивного партнерства.
Вісім днів по тому «Соккер Лімерик» підтвердив, що його комітети затвердили подання офіційної заявки на отримання ліцензії для клубу до УЄФА з метою вступу до Першого дивізіону Національної ліги на сезон 2007 року з командою під назвою «Лімерик 37», названого на честь року заснування оригінального клубу. Прес-секретар «Соккер Лімерик» Гер Фіннан підтвердив, що «Лімерик 37» планував проводити домашні поєдинки на Джекман Парк, штаб-квартирі LDMC, і оголосить про призначення головного тренера першої команди в понеділок, 15 січня 2007 року. Згодом Пола Макгі призначили головним тренером «Лімерика 37» й підписали 11 гравців до початку сезону.
Оскільки результати та стиль гри Макгі не сподобалися вболівальникам, клуб вирішив замінити його колишнім гравцем та менеджером Майком Керлі, який забезпечив команді респектабельне місце в середині таблиці. Наприкінці сезону, «Лімерик» нівелював надії «Вотерфорда» перемогою з рахунком 5:1, також поступився з рахунком 0:1 від «Дандолка» та виїзна нічия (1:1) з «Шелбурном», а гол на останніх хвилинах від Коліна Скенлана позбавив «Шелбурн» чемпіонського титула та підвищенні в класі на сезон 2008 року.
Однак буквально за декілька тижнів до початку сезону 2009 року Керлі й клуб несподівано припинили співпрацю, і після короткого й невдалого тренування команди трьох гравців «Лімерика», команду очолив Пета Скаллі.

### «Лімерик»
Напередодні початку 2009 року клуб повернув історичну назву, ФК «Лімерик». До середини 2009 року клуб зазнав серйозних фінансових труднощів. Підприємець з Лімерика Пат О'Салліван зробив значну пожертву клубу в липні того ж року. Він приєднався до клубу як голова Ради директорів у серпні 2009 року, а в лютому 2010 року став власником клубу. Серед його заявлених цілей була стабілізація фінансів клубу та побудова міцних зв'язків із громадою, зокрема клубні програми на базі громади та програми розвитку молоді.
Під керівництвом головного тренера Пета Скаллі, «Лімерик» нарешті закінчив своє тривале перебування в Першому дивізіоні, здобувши путівку в Прем'єр-дивізіон наприкінці сезону 2012 року. Наприкінці сезону Скаллі залишив клуб, а Стюарт Тейлор став новим головним тренером. З декількома підсиленнями з Великої Британії так Європи, «Лімерик» насолоджувався комфортним першим сезоном у Прем'єр-дивізіоні. У наступному сезоні, однак, Тейлора звільнили через погану форму клубу, а Мартін Рассел став його наступником. Рассел зупинив погіршення результатів, і клуб уникнув вильоту в 2014 році. Однак, вже наступного сезону «Лімерик» все ж понизився в класі. Жахливий старт сезону призвів до того, що після перших 21-го туру команда не набрала жодного очка й опинилася на останньому місці в турнірній таблиці, і, попри неймовірний наступний відрізок, завдяки якому Лімерік уникнув прямого вильоту, в плей-оф за права збереження місця в Прем'єр-дивізіоні вони поступилися з загальним рахунком 1:2 «Фінн Гарпс» й залишили Прем'єр-дивізіон.
Наступний сезон із командою професіоналів у дивізіоні команд, сформованих із гравців, які працюють за сумісництвом, став для «Лімерика» трохи більше, ніж формальність, й клуб без проблем виграв Перший дивізіон Ірландії 2016. Вони виграли свої перші 12 матчів, завдяки чому відірвалися на величезну кількість очок, і програли лише один матч протягом усього сезону, вигравши дивізіон за 6 турів до завершення. «Лімерик» також обіграв дві команди Прем'єр-дивізіону на шляху до виходу у фінал Кубку Ліги, але програв (1:4) вирішальний матч «Сент-Патрікс Атлетік».
Після невдалого старту в Прем'єр-дивізіоні 2017 Мартін Рассел покинув залишив займану посаду й тимчасово був замінений на Віллі Боланда, який очолював молодіжну команду клубу. Згодом повноцінним головним тренером призначили Ніла Макдональда. У підсумку «Лімерик» завершив чемпіонат на 7-му місці, а також вперше за багато років дійшов до півфіналу кубку Ліги. У січні 2018 року Макдональд покинув клуб та обійняв посаду головного тренера «Сканторп Юнайтед», а його замінив Томмі Барретт, у той же час Пет О'Салліван заявив про намір продати свою частку в клубі.

### «Тріті Юнайтед»
У грудні 2019 року ФК «Лімерик» опинився на межі зникнення після того, як безрезультатно процес експертизи намагався утримати свою торгову марку на плаву. Клуб мав борги на суму приблизно 490 000 євро й не отримав ліцензію для участі в Лізі Ірландії на сезон 2020 року. У січні 2020 року нова організація під назвою «Лімерик Юнайтед» отримала ліцензію в Першому дивізіоні Лізі Ірландії. Однак напередодні початку сезону вони були змушені змінити назву на «Тріті Юнайтед». У лютому 2020 року «Тріті Юнайтед» відкликав заявки на приєднання до юнацьких структур Ліги Ірландії на сезон 2020 року. «Тріті» вперше увійшов до ліги перед сезоном Першого дивізіону Ірландії 2021 року.

## Стадіони
ФК «Лімерік» протягом багатьох років використовував багато стадіонів у місті як рідний стадіон, включаючи «Маркетс Філд» у Гарріовіні, «Джекман Парк» на Кері-Роуд, «Оган Парк» у Ратбейн, «Томонд Парк» та «Пайк Роверс граунд» на Кроссагалла. «Маркетс Філд» завжди вважався духовним домом футболу в місті, оскільки клуб досягнув найкращих результатів на цьому стардіоні, а переїзд звідти на Оган Парк провіщав серйозний спад у результатах клубу. До 2012 року та виходу «Лімерика» до Прем'єр-дивізіону клуб використовував для домашніх матчів Джекман Парк, який належить Лімерікській окружній лізі (LDMC). Він має навчальну базу в Ноклішіні, в північній частині міста. На початку нового сезону 2013 року було оголошено, що Томонд Парк прийме домашні матчі ФК «Лімерик» на найближчі сезони, деякі джерела підрахували, що настане 2015 рік, перш ніж Лімерік повернеться на поле «Маркетс Філд».
У березні 2011 року було оголошено, що Маркетс Філд було придбано Лімерикським партнерством з розвитку підприємств (LEDP) за допомогою благодійної пожертви від Благодійного фонду Джей Пі Макмануса з метою повернення ФК «Лімерик» на стадіон по ходу сезону 2012 року. Клуб планував побувати повноцінний стадіон на 8 000 сидячих місць. Вийшовши до Прем'єр-дивізіону Ліги Ірландії на сезон 2013 року, «Лімерик» переїхав на стадіон «Томонд Парк», який вміщував 26 500 глядачів. Клуб повернувся на «Маркетс Філд» у п’ятницю, 5 червня 2015 року, вперше за 31 рік, в програному (1:2) поєдинку Прем'єр-дивізіоні Ліги Ірландії проти «Дроеди Юнайтед».

## Виступи в єврокубках
«Лімерик» шість разів протягом своє історії виступав в єврокубках. У 12 матчах гравці команди відзначилися 7-ма голами, попри те, що клуб ніколи не вигравав жодного єврокубкового матчу, він двічі зіграв внічию. Один з них відбувся на «Зе Деллі» проти команди «Саутгемптона», до складу якої входили колишні володарі Золотого м'яча Кевін Кіган та Майк Ченнон. У домашній програмі знаменитий гравець з регбі Тоні Ворд травмував югославського захисника Іван Ґолаца.
У Кубку європейських чемпіонів «Лімерик» Вперше зіграв 1960 року проти «Янг Бойз» (Берн), але зазнав найкрупнішої сумарної поразки в єврокубках за власну історію. Лімерик переніс домашній поєдинок Кубку володарів кубків 1965 року на Далімаунт Парк — один з двох «домашніх» поєдинків, проведених за межами міста. Пат Нолан — єдиний гравець, який коли-небудь забивав за «Лімерик» в єврокубах в рідному місті.
Найвідомішою єврокубковою грою став «домашній» матч проти мадридського «Реалу» в Кубку європейських чемпіонів 1980 року. Через ризик невпоратися з напливом вболівальників як на «Маркетс Філд», так і на «Томонд Парк», матч зіграли на Ленсдаун Род у Дубліні. Хоча очікувалося до 30 000 глядачів, дублінські футбольні вболівальники масово проігнорували матч, і лише 6500 людей побачили, як команда з «Лімерика» під керівництвом Ейона Ганда ледь не перемогла аристократів європейського футболу. Ряд суперечливих суддівських рішень, включаючи скасований гол Джонні Метьюса та сумнівний пенальті, зіграли проти «Лімерика», через що команда поступилася з рахунком 1:2. Дес Кеннеді двічі відзначився у цьому протистоянні, один вдома та один у виїзді (виїзний матч завершився з рахунком 1:5, у присутності 60 000 глядачів у Мадриді).

### Загальна статистика
| Змагання                     | Матчі | В | Н | П  | ЗМ | ПМ |
| ---------------------------- | ----- | - | - | -- | -- | -- |
| Кубок європейських чемпіонів | 4     | 0 | 0 | 4  | 4  | 16 |
| Кубок УЄФА                   | 2     | 0 | 1 | 1  | 1  | 4  |
| Кубок володарів кубків УЄФА  | 6     | 0 | 1 | 5  | 2  | 11 |
| TOTAL                        | 12    | 0 | 2 | 10 | 6  | 31 |

### Зіграні матчі
| Сезон   | Змагання                     | Раунд | Суперник             | Вдома | На виїзді | Загалом |
| ------- | ---------------------------- | ----- | -------------------- | ----- | --------- | ------- |
| 1960–61 | Кубок європейських чемпіонів | КР    | «Янг Бойз»           | 0–5   | 2–4       | 2–9     |
| 1965–66 | Кубок володарів кубків УЄФА  | 1Р    | «ЦСКА Червоно Знаме» | 1–2   | 0–2       | 1–4     |
| 1971–72 | Кубок володарів кубків УЄФА  | 1Р    | «Торіно»             | 0–1   | 0–4       | 0–5     |
| 1980–81 | Кубок європейських чемпіонів | 1Р    | «Реал Мадрид»        | 1–2   | 1–5       | 2–7     |
| 1981–82 | Кубок УЄФА                   | 1Р    | «Саутгемптон»        | 0–3   | 1–1       | 1-4     |
| 1982–83 | Кубок володарів кубків УЄФА  | ПР    | «Алкмар»             | 1–1   | 0–1       | 1–2     |

## Досягнення
- Ліга Ірландії
  -  Чемпіон (2): 1959/60, 1979/80

- Кубок Ірландії
  -  Володар (2): 1970/71, 1981/82

- Кубок ірландської ліги
  -  Володар (3): 1975/76, 1992/93, 2001/02

- Перший дивізіон Ліги Ірландії
  -  Чемпіон (3): 1991/92, 2012, 2016

- League of Ireland Shield
  -  Володар (2): 1953/54, 1983/84

- Кубок міста Дубліна
  -  Володар (2): 1958/59, 1969/70

- Прем'єр-дивізіон Мюнстерської дорослої футбольної ліги
  -  Чемпіон (1): 1985/86

- Munster Senior Cup
  -  Володар (13): 1937/38, 1948/49, 1953/54, 1958/59, 1962/63, 1976/77, 1983/84, 1984/85, 1988/89, 1994/95, 2005/06, 2011/12, 2014/15

## Відомі гравці
- Сем Еллардайс
- Біллі Гемільтон
- Террі Конрой
- Еойн Генд
- Енді Маківой
- Браян Флінн
- Принц Аг'єманг
- Жозеф Н'До

## Відомі тренери
- Сем Еллардайс
- Біллі Гемільтон
- Дейв Коннелл
- Еойн Генд